# 小贝森
小贝森是德国下萨克森州的一个市镇。总面积16.92平方公里，总人口1155人，其中男性584人，女性571人（2011年12月31日），人口密度68人/平方公里。